# ハンター・ビッグ
- ハンター・ビギー
- ハンター・ビゲ
- ハンター・ビッジ

ハンター・ブラッドフォード・ビッグ（Hunter Bradford Bigge, 1998年6月12日 - ）は、 アメリカ合衆国カリフォルニア州サンタクララ郡ロスガトス出身のプロ野球選手（投手）。右投右打。MLBのタンパベイ・レイズ所属。
発音としてはビギー（biggy）が適切である。

## 経歴

### プロ入りとカブス時代
2019年のMLBドラフト12巡目（全体372位）でシカゴ・カブスから指名され、プロ入り。このプロ入りに際しては世界最大の資産運用会社であるブラックロックのインターンよりも優先してのものだった。契約後、傘下のルーキー級アリゾナリーグ・カブスでプロデビュー。A-級ユージーン・エメラルズでもプレーし、9試合に登板して2勝0敗、防御率1.13、22奪三振を記録した。
2020年はCOVID-19の影響でマイナーリーグの試合が開催されなかったため、公式戦の登板は無かった。
2021年はA+級サウスベンド・カブスでプレーし、17試合に登板して1勝2敗1セーブ、防御率3.09、29奪三振を記録した。
2022年はA+級サウスベンドとAA級テネシー・スモーキーズでプレーし、2球団合計で41試合に登板して7勝2敗10セーブ、防御率5.26、70奪三振を記録した。
2023年はAA級テネシーとAAA級アイオワ・カブスでプレーし、2球団合計で42試合に登板して3勝1敗2セーブ、防御率4.50、68奪三振を記録した。
2024年、カブス傘下ではルーキー級アリゾナ・コンプレックスリーグ・カブス、A+級サウスベンド、AAA級アイオワでプレーした。7月7日にメジャー契約を結んでアクティブ・ロースター入りすると、9日のボルチモア・オリオールズ戦でメジャーデビュー。

### レイズ時代
2024年7月28日にアイザック・パレデスとのトレードで、クリストファー・モレル、タイ・ジョンソンと共にタンパベイ・レイズへ移籍した。この年メジャーでは2球団合計で19試合（先発1試合）に登板して1セーブ、防御率2.60、24奪三振を記録した。

## 選手としての特徴
制球に課題はあるものの、最大の武器で主体としている速球は90mph台後半を計測する。変化球ではスライダーを多投する。

## 詳細情報

### 年度別投手成績
| 年 度    | 球 団    | 登 板 | 先 発 | 完 投 | 完 封 | 無 四 球 | 勝 利 | 敗 戦 | セ 丨 ブ | ホ 丨 ル ド | 勝 率 | 打 者 | 投 球 回 | 被 安 打 | 被 本 塁 打 | 与 四 球 | 敬 遠 | 与 死 球 | 奪 三 振 | 暴 投 | ボ 丨 ク | 失 点 | 自 責 点 | 防 御 率 | W H I P |
| -------- | -------- | ----- | ----- | ----- | ----- | -------- | ----- | ----- | -------- | ----------- | ----- | ----- | -------- | -------- | ----------- | -------- | ----- | -------- | -------- | ----- | -------- | ----- | -------- | -------- | ------- |
| 2024     | CHC      | 4     | 0     | 0     | 0     | 0        | 0     | 0     | 0        | 0           | ----  | 15    | 3.1      | 3        | 0           | 2        | 0     | 0        | 5        | 0     | 0        | 1     | 1        | 2.70     | 1.50    |
| 2024     | TB       | 15    | 1     | 0     | 0     | 0        | 0     | 0     | 1        | 2           | ----  | 58    | 14.0     | 14       | 2           | 3        | 0     | 0        | 19       | 2     | 0        | 4     | 4        | 2.57     | 1.21    |
| '24計    | TB       | 19    | 1     | 0     | 0     | 0        | 0     | 0     | 1        | 2           | ----  | 73    | 17.1     | 17       | 2           | 5        | 0     | 0        | 24       | 2     | 0        | 5     | 5        | 2.60     | 1.26    |
| MLB：1年 | MLB：1年 | 19    | 1     | 0     | 0     | 0        | 0     | 0     | 1        | 2           | ----  | 73    | 17.1     | 17       | 2           | 5        | 0     | 0        | 24       | 2     | 0        | 5     | 5        | 2.60     | 1.26    |

- 2024年度シーズン終了時

### 年度別守備成績
| 年 度 | 球 団 | 投手（P） | 投手（P） | 投手（P） | 投手（P） | 投手（P） | 投手（P） |
| 年 度 | 球 団 | 試 合     | 刺 殺     | 補 殺     | 失 策     | 併 殺     | 守 備 率  |
| ----- | ----- | --------- | --------- | --------- | --------- | --------- | --------- |
| 2024  | CHC   | 4         | 0         | 1         | 0         | 0         | 1.000     |
| 2024  | TB    | 15        | 0         | 0         | 0         | 0         | ----      |
| '24計 | TB    | 19        | 0         | 1         | 0         | 0         | 1.000     |
| MLB   | MLB   | 19        | 0         | 1         | 0         | 0         | 1.000     |

- 2024年度シーズン終了時

### 背番号
- 47（2024年 - 同年7月27日）
- 43（2024年7月30日 - ）